# 长梗勾儿茶
长梗勾儿茶（学名：Berchemia longipes）为鼠李科勾儿茶属下的一个种。其种加词“Longipes”意为“长梗的”，“长柄的”。